# Vasas SC (hockey sur glace)
Le Vasas HC, également appelé Vasas Jégkorong est la section de hockey sur glace du Vasas SC, un club omnisports basé à Budapest en Hongrie. Fondé en 2001 sous le nom de Budapest Stars, le club se rapproche du Vasas à partir de 2009 avant d'en devenir une section l'année suivante. Engagé en Erste Liga, le Vasas HC évolue à domicile au Vasas Jégcentrum

## Historique
Les Budapest Stars voient le jour en 2001 sous l'impulsion de parents de jeunes joueurs suivant les problèmes financiers du Ferencváros TC,. En 2008, il s'associe avec le club slovaque du HK Nové Zámky et prend le nom de NZ Stars. Il aligne alors une équipe première en OB I. Bajnokság, l'élite hongroise, ainsi qu'en MOL Liga, une ligue regroupant des clubs hongrois et roumains. Pour leur première saison, les Stars se classent quatrième de la MOL Liga avant d'échouer en demi-finales face aux Roumains du HC Csíkszereda. Deuxièmes dans le championnat national, ils échouent également en demi-finales. À la recherche de supporters, les Stars se rapproche du Vasas SC, un club omnisports de la capitale hongroise, et joue sous le nom de Vasas Budapest Stars. De nouveau quatrièmes, le club de la capitale surprend durant le carré final en battant tour à tour le Dunaujvarosi Acel Bikak puis l'Újpesti TE pour s'adjuger le titre. Deuxièmes du OB I. Bajnokság, les Stars voient Dunaujvaros prendre sa revanche en demi-finales, s'inclinant trois victoires à deux. En difficulté financière, le club abandonne tout contrôle sur l'équipe première au Vasas. Celle-ci, désormais appelé Vasas HC, termine une nouvelle fois au quatrième rang de la MOL Liga et échoue en demi-finales. Premier de la ligue nationale, le Vasas s'incline de nouveau face au Dunaujvarosi Acel Bikak en demis. Suivant cette saison, le club omnisports dissous son équipe première.
En 2018, le Vasas SC relance son équipe première en Erste Liga, nouveau nom de la MOL Liga.
Certaines saisons, le club aligne une équipe en OB I. Bajnokság féminine. Celle-ci remporte le titre en 2013.

## Bilan par saison
| Saison    | PJ | V  | VP | D | DP | BP | BC | Pts | Classement | Séries éliminatoires |
| --------- | -- | -- | -- | - | -- | -- | -- | --- | ---------- | -------------------- |
| 2008-2009 | 10 | 6  | 1  | 3 | 0  | 40 | 29 | 26  | 2e place   | 4e place             |
| 2009-2010 | 16 | 10 | 2  | 3 | 1  | 61 | 42 | 39  | 2e place   | 3e place             |
| 2010-2011 | 15 | 11 | 0  | 3 | 1  | 74 | 33 | 40  | 1re place  | Demi-finales         |

| Saison    | PJ | V  | VP | D  | DP | BP  | BC | Pts | Classement | Séries éliminatoires |
| --------- | -- | -- | -- | -- | -- | --- | -- | --- | ---------- | -------------------- |
| 2008-2009 | 36 | 19 | 2  | 13 | 2  | 114 | 82 | 63  | 4e place   | Demi-finales         |
| 2009-2010 | 24 | 11 | 2  | 9  | 2  | 61  | 63 | 39  | 4e place   | Champion             |
| 2010-2011 | 32 | 19 | 2  | 9  | 2  | 136 | 75 | 63  | 4e place   | Demi-finales         |
| 2018-2019 |    |    |    |    |    |     |    |     |            |                      |

## Palmarès
- Champion de MOL Liga : 2010.
- Champion d'OB I. Bajnokság féminine : 2013.